# 다이제스트 인증
다이제스트 인증 또는 다이제스트 액세스 인증(Digest access authentication)은 웹 서버가 사용자의 웹 브라우저와 사용자 이름 또는 비밀번호와 같은 자격 증명을 협상하는 데 사용할 수 있는 합의된 방법 중 하나이다. 이는 온라인 뱅킹 거래 내역과 같은 민감한 정보를 전송하기 전에 사용자의 신원을 확인하는 데 사용될 수 있다. 네트워크를 통해 전송하기 전에 사용자 이름과 비밀번호에 해시 함수를 적용한다. 반면 기본 인증은 해싱 대신 쉽게 되돌릴 수 있는 베이스64 인코딩을 사용하므로 TLS와 함께 사용하지 않으면 안전하지 않다.
기술적으로 다이제스트 인증은 재전송 공격을 방지하기 위해 nonce 값을 사용하는 MD5 암호화 해싱을 적용한 것이다. HTTP 프로토콜을 사용한다.
이 표준은 2011년 7월부터 구식이다.

## 같이 보기
- JSON 웹 토큰
- 기본 인증